# Craig Stevens
Craig Stevens, ursprungligen Gail Shikles, Jr., född 8 juli 1918 i Liberty, Missouri, död 10 maj 2000 i Los Angeles, Kalifornien, var en amerikansk skådespelare.
Hans far var lärare. Själv hade Stevens planer på att bli tandläkare, men blev "teaterbiten" under dramalektionerna vid University of Kansas.  Han studerade vid Pasadena Play School och hade en del erfarenhet från teatersällskap, när han 1941 skrev kontrakt med Warner Brothers. Stevens hade biroller i en rad filmer under 40- och 50-talet men fick stjärnstatus genom titelrollen i TV-deckaren Peter Gunn (1958-1961).
Han var gift med Alexis Smith från 1944 fram till hennes död 1993. Paret hade inga barn. Stevens avled av cancer år 2000 vid Cedars-Sinai Medical Center i Los Angeles. 

## Filmografi, ett urval
- Steel Against the Sky (1941)
- Osynlia länkar (1944)
- Trummor i Södern (1951)
- Telefon från en främling (1952)
- Peter Gunn (1958-1961; TV-serie)
- De fattiga och de rika (1976, mini-TV-serie)
- S O B - Paniken i drömfabriken (1981)